# Takahasi Szaiko
Takahasi Szaiko (高橋 彩子; Hepburn: Takahashi Saiko) (Oszaka prefektúra, 1976. április 11. –) japán válogatott labdarúgó.

## Klub
A labdarúgást a Nikko Securities Dream Ladies csapatában kezdte. 1995 és 1998 között a Nikko Securities Dream Ladies csapatában játszott. 1999-ben az OKI FC Winds csapatához szerződött. 2000-ben az Urawa Reds csapatához szerződött. 167 bajnoki mérkőzésen lépett pályára és 32 gólt szerzett. 2009-ben vonult vissza.

## Nemzeti válogatott
2005-ben debütált a japán válogatottban. A japán válogatottban 2 mérkőzést játszott.

## Statisztika
| Japán válogatott | Japán válogatott | Japán válogatott |
| Időszak          | Mérk.            | gól              |
| ---------------- | ---------------- | ---------------- |
| 2005             | 2                | 0                |
| Összesen         | 2                | 0                |

## Sikerei, díjai
Klub
- Japán bajnokság: 1996, 1997, 1998, 2009